# Acanthurus reversus
Acanthurus reversus är en fiskart som beskrevs av Randall och Earle, 1999. Acanthurus reversus ingår i släktet Acanthurus och familjen Acanthuridae. IUCN kategoriserar arten globalt som livskraftig. Inga underarter finns listade i Catalogue of Life.